# Lee Eun-kyung
Dans ce nom coréen, le nom de famille, Lee, précède le nom personnel.
Lee Eun-kyung (née le 15 juillet 1972) est une archère sud-coréenne.

## Biographie
Lee Eun-kyung dispute les Jeux olympiques d'été de 1992 se tenant à Barcelone. Elle y remporte la médaille d'or par équipe avec Cho Youn-jeong et Kim Soo-nyung.